# Verbindingskanaal (Gent)

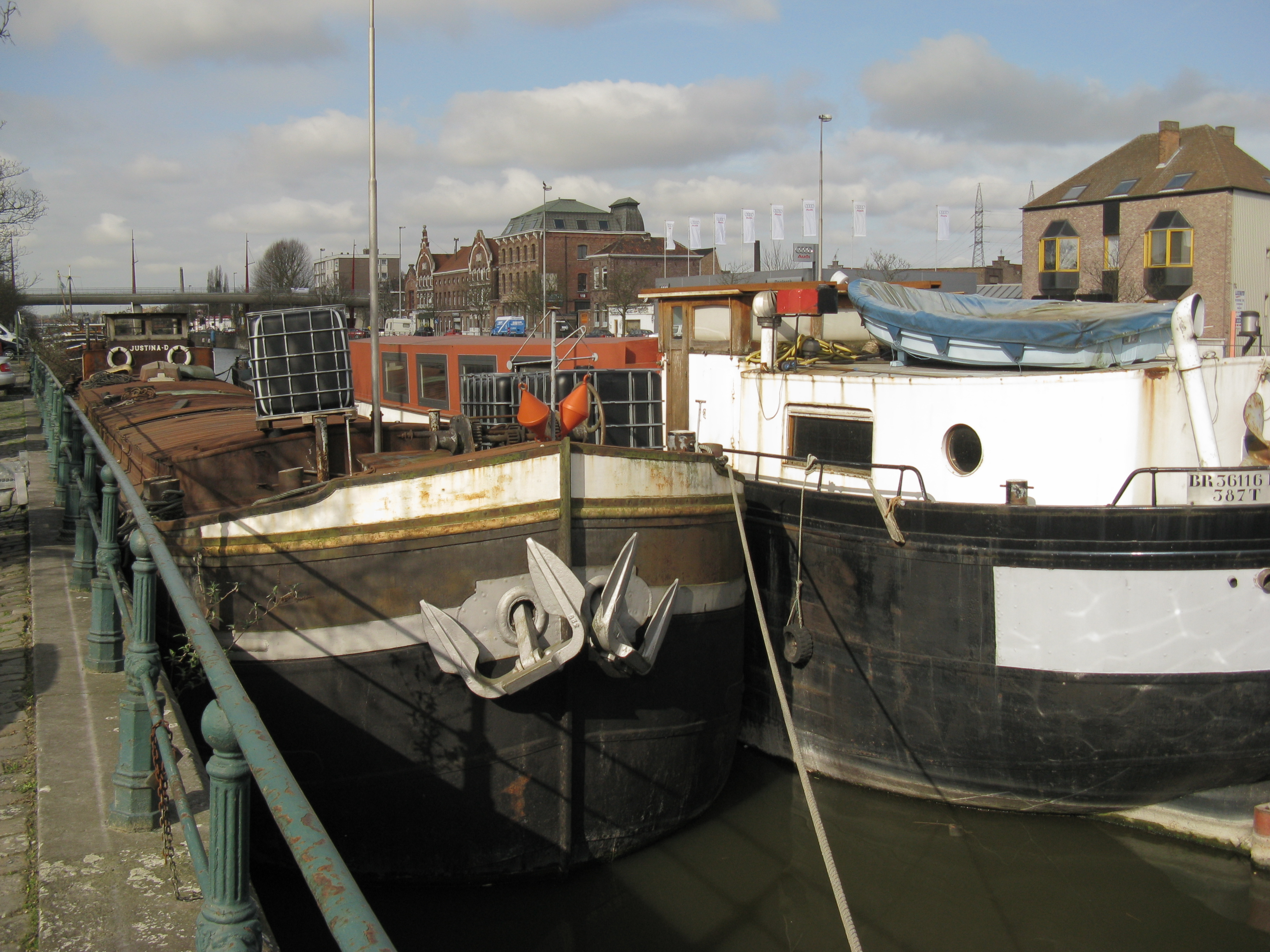
Binnenschepen op de Verbindingsvaart

Het Verbindingskanaal of de Verbindingsvaart is een kanaal in de Belgische stad Gent. Het kanaal ligt ten noorden van het historisch stadscentrum. Het is ongeveer twee kilometer lang en verbindt de Brugse Vaart en de Coupure in het westen met de Voorhaven en het Kanaal Gent-Terneuzen in het oosten. Langs dit kanaal loopt een deel van de Gentse stadsring R40. Op de zuidelijke kanaaloever ligt de Gasmeterlaan (R40), op de noordelijke de Nieuwevaart (R40a), vroeger Nijverheidslaan. In het westen loopt over de vaart de Desmetbrug, centraal de Wondelgembrug met de  Wondelgemvoetbrug, en de Gaardeniersbrug (fietsbrug en trambrug) en in het oosten de Tolhuisbrug.

## Geschiedenis
Het kanaal werd gegraven in 1863 in het toen nog landelijk gebied van de Wondelgemse Meersen, ten noorden van de stadsomwallingen. Het kanaal zou voor een ontwikkeling van de omliggende gebieden zorgen. In de buurt van het kanaal vestigden zich verschillende fabrieken en in de buurt ontwikkelden zich arbeiderswijken. Zo vormde zich eind 19e eeuw ten zuiden tussen de Verbindingsvaart, de vroegere stadsvesten en de Coupure de wijk Rabot-Blaisantvest. Ook aan de noordkant vestigde zich industrie en ontstond de Bloemekenswijk.

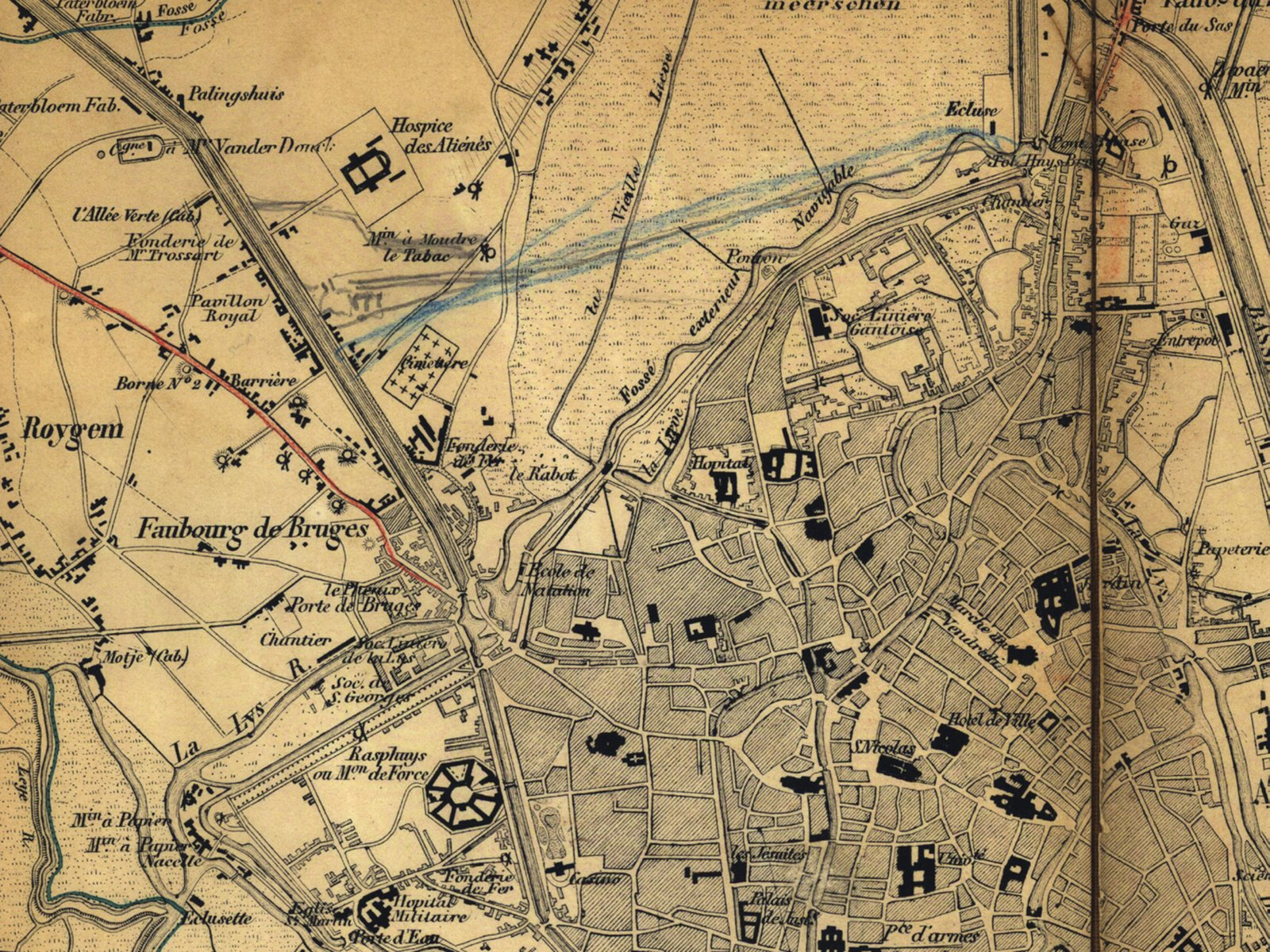
Vandermaelenkaart rond 1856. In blauw is het tracé van de nog te graven vaart geschetst.